# Fanni Noroila

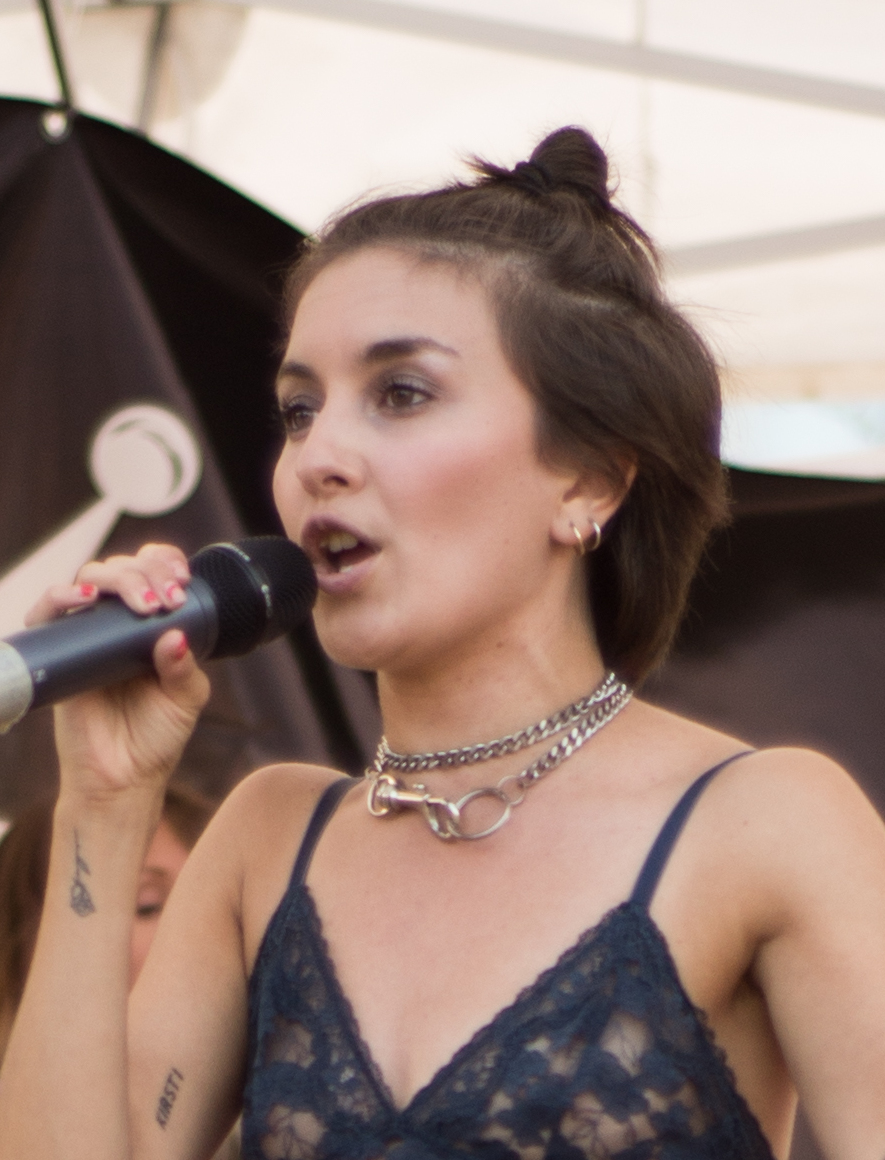
Fanni Noroila

Fanni Noroila (* 1992 in Hyvinkää), auch bekannt als FanFan, ist eine finnische Schauspielerin und Musikerin.

## Leben und Karriere
Noroila wurde im Jahr 1992 in Hyvinkää geboren. Sie schloss ihr Studium mit einem Master in Theaterwissenschaften ab. Ihr Debüt gab sie 2016 in dem Kurzfilm Atlas.
Anschließend trat sie 2018 in der Serie HasBeen auf. 2019 wurde sie für den Film Tottumiskysymys gecastet. Im selben Jahr war sie in Hillo zu sehen. Außerdem spielte Noroila 2020 in Californian Commando mit.
Unter naderem brachte sie zusammen mit Jonna Geagea die Podcastreihe Mä haluun olla Nylon raus. 2023 bekam sie in der Netflixserie Dance Brothers eine Hauptrolle.
Zusammen mit Sonja Kuittinen gründete sie eine Musikgruppe namens SOFA.

## Filmografie
Filme
- 2016: Atlas
- 2019: Tottumiskysymys
- 2019: Buduaar

Serien
- 2018: HasBeen
- 2019: Hillo
- 2020: Californian Commando
- 2022: Next of Kin
- 2023: Dance Brothers
- 2023: Codename: Annika